# Sidi Yahya Zaer
Sidi Yahya Zaer (en àrab سيدي يحيى زعير, Sīdī Yaḥyà Zaʿīr; en amazic ⵙⵉⴷⵉ ⵉⵃⵢⴰ ⵏ ⵣⵄⵉⵔ) és una comuna rural de la prefectura de Skhirate-Témara, a la regió de Rabat-Salé-Kenitra, al Marroc. Segons el cens de 2014 tenia una població total de 57.790 persones.